# Ariadne actisanes
Ariadne actisanes är en fjärilsart som beskrevs av William Chapman Hewitson 1875. Ariadne actisanes ingår i släktet Ariadne och familjen praktfjärilar. Inga underarter finns listade i Catalogue of Life.